# ローラ・ハンディー
ローラ・リン・ハンディー（Laura Lynn Handy、1980年7月25日 - ）は、アメリカ合衆国・ニュージャージー州アトランティックシティ出身の女性フィギュアスケート選手。1999年世界ジュニア選手権2位。パートナーはジェレミー・アレン、ポール・ビネボーズ、ジョナソン・ハントなど。

## 経歴
ニュージャージー州のアトランティックシティに生まれ、5歳のころにスケートを始めた。ほどなくジェームズ・ピーターソンとペアを結成し、1996年の全米選手権ジュニアクラスに出場。翌1997年全米選手権ジュニアクラスで4位となったものの、シーズン終了後にペアは解散した。
1997年、ポール・ビネボーズと新たにペアを結成し、1998-1999年シーズンからISUジュニアグランプリに参戦。JGPSNPバンスカーでいきなり優勝を飾り、JGPファイナル及び世界ジュニア選手権では2位、シニアクラスで出場した1999年全米選手権では3位となり躍進を遂げた。翌1999-2000年シーズンよりISUグランプリシリーズへの参戦も決まっていた。しかし、シーズン開幕を控えた1999年9月、練習中にパートナーのポール・ビネボーズが頭蓋骨を骨折する大怪我を負い、二度とリンクに戻ることはなくペアは自然解散に至った。
2000年以降、ジョナソン・ハント、次いでジェレミー・アレンとペアを結成したものの、全米選手権やISUグランプリシリーズで表彰台に上ることはなかった。2003-2004年シーズンを最後に事実上の活動停止。

## 主な戦績
- 1995-96、1996-97はジェームズ・ピーターソンとのペア。
- 1997-98、1999-00はポール・ビネボーズとのペア
- 2000-01、2001-02はジョナソン・ハントとのペア。
- 2002-03以降はジェレミー・アレンとのペア。

| 大会/年                       | 1995-96 | 1996-97 | 1997-98 | 1998-99 | 1999-00 | 2000-01 | 2001-02 | 2002-03 | 2003-04 |
| ----------------------------- | ------- | ------- | ------- | ------- | ------- | ------- | ------- | ------- | ------- |
| 世界選手権                    |         |         |         | 棄権    |         |         |         |         |         |
| 全米選手権                    | 10 J    | 4 J     | 6       | 3       |         | 6       | 6       | 7       | 5       |
| GPスケートアメリカ            |         |         |         |         |         |         | 8       |         |         |
| GPスケートカナダ              |         |         |         |         |         | 8       |         |         |         |
| GPロシア杯                    |         |         |         |         |         |         | 9       |         |         |
| ネーベルホルン杯              |         |         |         | 1       |         |         | 3       |         | 3       |
| KSM                           |         |         |         |         |         | 1       |         |         |         |
| 世界Jr.選手権                 |         |         |         | 2       |         |         |         |         |         |
| JGPファイナル                 |         |         |         | 2       |         |         |         |         |         |
| JGPブラオエン・シュベルター杯 |         |         |         | 2       |         |         |         |         |         |
| JGPSNPバンスカー              |         |         |         | 1       |         |         |         |         |         |

### 詳細
| 2006-2007 シーズン |                                        |         |         |          |
| 開催日             | 大会名                                 | SP      | FP      | 結果     |
| 2003年9月3日-6日   | ネーベルホルン杯（オベルシュトドルフ） | 2 47.28 | 3 83.05 | 3 130.33 |